# Jordi Cihumne
Jordi Cihumne (en llatí Georgius Cihumnus) fou un nadiu de Càndia a l'illa de Creta, que va viure al segle xiii o xiv, va escriure una història del món en vers fins als regnats dels reis d'Israel, David i Salomó.